# ISSI Newsletter
ISSI Newsletter ist ein E-Zine (Webzine), das seit März 2005 vierteljährlich erscheint und von der International Society for Scientometrics and Informetrics (ISSI) herausgegeben wird. Die jeweils aktuelle Ausgabe ist nur für Mitglieder der Gesellschaft, die älteren Ausgaben sind dagegen allgemein zugänglich.
In der Zeitschrift werden speziell internationale Tagungen und Workshops auf dem Gebiet der Bibliometrie, Scientometrie und Informetrie angekündigt. Außerdem enthält sie Berichte über Konferenzen sowie aktuelle Mitteilungen für ISSI-Mitglieder.
Ein Charakteristikum von ISSI Newsletter ist, dass die Zeitschrift auch aktuelle wissenschaftliche Beiträge zu Entwicklungen in der Bibliometrie, Scientometrie und Informetrie veröffentlicht.
Bis Ende 2023 war Wolfgang Glänzel von der Katholieke Universiteit Leuven in Belgien Chefredakteur (Editor-in-Chief) der Mitgliederzeitschrift.